# Johannes Caioni

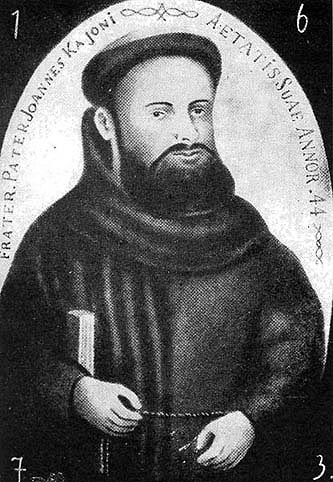
Johannes Caioni

Johannes Căioni (Ion Căian of Căianu in het Roemeens; Kájoni János in het Hongaars; Căianu Mic, 8 maart 1629 - Lăzarea, 25 april 1687) was een Transsylvaanse franciscaner monnik en een rooms-katholieke priester, muzikant, folklorist, humanist, constructeur en reparateur van orgels van Roemeense origine. Hijzelf vermeldde weliswaar in zijn eigen testament "Natus Valachus Sum" of "Ik ben als Vlach geboren".

## Biografie
Căioni werd geboren in Căianu Mic, dat op dat moment deel uitmaakte van Szolnok-Doboka (nu in het Roemeense Bistrița-Năsăud). Hij werd opgevoed in Cluj-Napoca en Șumuleu Ciuc en kwam uit een adellijke familie: Caioni's tante was de vrouw van de commandant van een garnizoen in Csíkszereda. Mede door haar connecties, werd hij toegelaten in het franciscanenklooster van Csíksomlyó.
Căioni studeerde bij de jezuïeten in Cluj-Napoca, en zette zijn studies verder in Şumuleu Ciuc. In 1647 werd hij een monnik en zette hij zijn studies verder in Nagyszombat (Trnava), waar hij muziek studeerde. Officieel trad hij toe tot de orde in 1655. Hij verhuisde nog verscheidene malen, hij leefde na zijn toetreding nog in zowel Csíksomlyó, Gyergyószárhegy (Lăzarea) en Călugăreni (Eremitu, Mureș). Hij stierf in Lăzarea, en werd, zoals in zijn laatste wens, begraven in een naamloos graf.

## Căioni's werk en patrimonium
Hij was een renaissancist en voorloper van de verlichting. Zijn belangrijkste werken zijn:
- Codex Caioni,
- Organo Missale,
- Cantionale Catolicum (edities: 1676, 1719, 1805, 1806)
- Sacri Concentus,
- Calendarium,
- Antiphonarium Romanum

In 1675 richtte Caioni een drukpers op in Csíksomlyó, waar hij zowel zijn werken als de tekstboeken voor de lokale Franciscaanse school drukte. De drukpers zou gediend hebben om aan de culturele nood van Rooms-katholieken in het Szeklerland en Moldavië te voldoen. Later gebruikten de Hongaarse revolutionairen in 1848 de pers om hun krant Hadi Lap te drukken, evenals andere publicaties.

## Wetenswaardig
Zijn vernoeming van de traditionele Căluşari-dans in zijn muzikale notities maakt van hem een van de eersten om erover te schrijven.